# جبهه‌های مدیترانه، خاورمیانه و آفریقا
جبهه‌های مدیترانه، خاورمیانه و آفریقا جنگ جهانی دوم یکی از جبهه‌های اصلی در جنگ جهانی دوم بود. گستره وسیع این جبهه شاهد نبردهای دریایی، زمینی و هوایی بین متفقین و نیروهای محور برای تسلط بر مدیترانه، خاورمیانه، شمال آفریقا، شاخ آفریقا و جنوب اروپا بود. با وجود تفاوت‌های جغرافیایی و اهداف گوناگون هر یک از طرفین عملیات در این حوزه‌ها از یکدیگر جدا نبودند بلکه جبهه‌ای گسترده و پیوسته را به وجود می‌آوردند.
جبهه مدیترانه شاهد طولانی‌ترین مدت جنگ در جنگ جهانی دوم بود. جنگ در این جبهه از ۱۰ ژوئن سال ۱۹۴۰ میلادی با ورود ایتالیا به جنگ جهانی دوم تا ۲ مه ۱۹۴۵ وقتی که همه نیروهای محور در ایتالیا در پایان جنگ جهانی دوم در اروپا تسلیم شدند، ادامه یافت. همچنین بسیاری از وقایع پس از جنگ جهانی دوم مانند جنگ داخلی یونان یا جنگ داخلی در فلسطین تحت قیمومت بریتانیا (۱۹۴۸–۱۹۴۷) ریشه در اتفاقاتی دارند که در طول جنگ جهانی دوم در این جبهه رخ داد. 
محرک اصلی اتفاقات در مدیترانه سیاست‌‌های توسعه‌طلبانه ایتالیای فاشیست با نام اسپازیو ویتاله بود که به دنبال ساخت امپراتوری روم نو بود. به همین دلیل هم ایتالیا پس از ظهور علائم ضعف در میان متفقین به سرعت در کنار آلمان وارد جنگ شد و حمله به فرانسه، محاصره جزیره مالت و نبرد دریایی با متفقین را آغاز کرد. پس از آن در اکتبر سال ۱۹۴۰ میلادی جنگ یونان و ایتالیا رخ داد که نتیجه آن دخالت آلمان نازی به نفع ایتالیا و تهاجم به یوگسلاوی و سپس تصرف یونان توسط نیروهای محور در آوریل ۱۹۴۱ میلادی بود. همچنین در شمال قاره آفریقا نیز نیروهای متفقین و متحدین در کارزار آفریقا با یکدیگر درگیر شدند و دخالت‌های نیروهای محور در خاورمیانه نیز موجب بمباران فلسطین، کودتای ۱۹۴۱ عراق و اشغال ایران شد.
اعتماد به نفس بالای ارتش آلمان در اثر پیروزی‌های اولیه در اروپا این احتمال را در ذهن آن‌ها تقویت می‌کرد که در شمال آفریقا و خاورمیانه نیز می‌تواندد به سرعت پیروز شوند و راهی برای هجوم به اتحاد جماهیر شوروی از جنوب باز کنند اما شکست‌های ایشان در نبرد دوم العلمین و نبرد تونس باعث پایان حضور متحدین در شمال آفریقا در مه ۱۹۴۳ میلادی شد. پس از این متفقین بودند که به ایتالیا حمله کردند که نتیجه آن آتش‌بس کاسیبیله و آغاز جنگ داخلی ایتالیا بود. متعاقب این وقایع کارزار ایتالیا (جنگ جهانی دوم) میان متفقین و متحدین در ایتالیا تا پایان جنگ جهانی دوم ادامه داشت که پادشاهی ایتالیا در جنوب زیرنظر متفقین و جمهوری سوسیال ایتالیا در شمال زیر نظر آلمانی‌ها مشغول به حکومت بودند.
نتیجه نبرد در جبهه مدیترانه، خاورمیانه و شمال آفریقا نابودی امپراتوری ایتالیا و تضعیف موقعیت آلمان بود که مجبور شد برای حفظ ایتالیا تجهیزات و نفرات زیادی را از جبهه‌های دیگر به این بخش منتقل نماید. در پایان جنگ آلمانی‌ها در این جبهه‌ها ۲ میلیون کشته، زخمی و اسیر دادند، ایتالیا نیز متحمل ۱۷۷۰۰۰ کشته و صدها هزار اسیر شد. در سمت متفقین نیز بریتانیایی‌ها ۳۰۰۰۰۰ تن کشته، زخمی و اسیر دادند و آمریکایی‌ها هم ۱۳۰۰۰۰ تن را از دست دادند. 

## عملیات‌های لوفت‌وافه
در پی انهدام بیشتر ناوگان دریایی رزمی ایتالیا در تارانتو توسط نیروی هوایی بریتانیا و شکست این کشور در یونان، روز ۲۰ نوامبر سال ۱۹۴۰ آلمان پیشنهاد اعزام یگان هوایی قدرتمندی به سیسیل جهت اجرای حملات برد بلند علیه ناوگان دریایی بریتانیا در شرق مدیترانه را به ایتالیا کرد. ایتالیایی‌ها که در موقعیتی نبودند هر گونه پیشنهاد کمک را رد کنند، به سرعت با آن موافقت نمودند. اواخر ماه دسامبر سفارت آلمان در رم اعلام کرد تنها یک فرماندهی یگانه به رهبری افسران آلمانی در مدیترانه می‌تواند اوضاع فاجعه‌بار به پا در اثر بی‌کفایتی ایتالیایی‌ها را بهبود ببخشد اما هیتلر بنا بر دلایل سیاسی در دست گرفتن امور جنگی ایتالیا را رد کرد. تا ماه ژانویه سال ۱۹۴۱ سپاه ۱۰ هوایی لوفت‌وافه عموما متشکل از یگان‌های مستقر در نروژ، در سیسیل مستقر گشت. تا میانه ماه ژانویه قریب به ۲۰۰ بمب‌افکن و جنگنده برد بلند آلمانی در حال عملیات علیه نیروی دریایی بریتانیا و خطوط ارتباطی آن در مرکز و شرق مدیترانه بودند. تاثیر لوفت‌وافه در عملیات‌های هوایی و دریایی جبهه مدیترانه بلافاصله و مستقیم بود. به دستور هیتلر این یگان تقریبا در همین زمان جهت پشتیبانی از عملیات‌های زمینی نیروهای محور به شمال آفریقا منتقل گشت. به هر صورت حضور لوفت‌وافه در مدیترانه یک عملیات جانبی برای آن به حساب می‌آمد. در مجموع ماموریت این نیرو در این جبهه تا حدود زیادی شامل حمله به جزیره مالت، پشتیبانی از آفریکاکور، تهاجم به ناوگان دریایی بریتانیا، محافظت از خط تدارکاتی بین آفریقا و اروپا و پشتیبانی از ایتالیایی‌ها می‌شد..